# Dimitri Bontinck
Dimitri Bontinck (Dendermonde, 1973) verwierf internationale bekendheid in 2013 toen hij zijn gegijzelde zoon Jejoen Bontinck redde uit Syrië, waar ISIS hem gevangen hield. Jejoen was weliswaar uit eigen wil naar Syrië getrokken, maar toen hij daar spijt van kreeg en naar België wilde terugkeren werd hij door de terreurgroep opgesloten. Toen Dimitri vond dat de Belgische overheid niet voldoende deed om zijn zoon te helpen, trok hij op eigen houtje naar Syrië. Hij slaagde erin zijn zoon te lokaliseren, maar kwam met lege handen thuis. Pas in oktober 2013 slaagde Dimitri erin zijn zoon terug naar België te halen.
Bontinck groeide in België uit tot het gezicht van radeloze ouders die hun kinderen naar Syrië zagen trekken. In 2013 verscheen zijn eerste boek, Syriëstrijder tegen wil en dank. Bontinck verkocht later de rechten van zijn tweede boek Rescued from ISIS: The Gripping True Story of How a Father Saved His Son aan The Gotham Group  om het te laten verfilmen. Dimitri en Jejoen werden na Jejoens terugkeer ook erkend als burgerlijke partij in het grootste terrorismeproces ( Sharia4Belgium). In de geschiedenis van de Belgische Justitie. In dit proces werden beiden bijgestaan door de Belgische Advocaat Kris Luyckx.

## Publicaties
Dimitri Bontinck schreef:
- Syriëstrijder tegen wil en dank, 2013[8]
- Rescued from ISIS: The Gripping True Story of How a Father Saved His Son, 2017. https://www.blackstoneunlimited.com/rescued-from-isis-c646.html
- Il cacciatore di terroristi, 2018[9]
- Scăpat din ghearele ISIS, 2018[10]
- Dans les griffes des fous de Dieu, 2018[11]